# Otholobium glandulosum
Otholobium glandulosum là một loài thực vật có hoa trong họ Đậu. Loài này được (L.) J.W. Grimes miêu tả khoa học đầu tiên năm 1990.